# H-30
Pour les articles homonymes, voir H30.
La H-30 appelée aussi Circunvalación de Huelva est une voie rapide urbaine de la Province de Huelva qui entoure Huelva par le nord-est en desservant les différents zones de la ville.
D'une longueur de 10.4 km environ, elle relie la N-441 au nord au Port de Huelva au sud de la ville.

## Projet
Il est prévu de prolonger la H-30 au nord jusqu'à la jonction avec l'A-49 en doublant l'actuel N-441.

## Tracé
- Elle débute au nord ouest par un giratoire sur la N-441. Elle contourne le centre par le nord en dessert la Faculté des Sciences Humaines.
- Elle dessert la zone-est de la ville jusqu'à la jonction avec l'Avenue de Francisco Montenegro tout près de la zone industrielle Punta del Sebo
- Elle enjambe la Baie de Huelva par un pont rail-route jusqu'à la zone portuaire de Huelva

## Sorties
| Numéro de la sortie | Nom de la sortie                                                                                        | Bifurcation |
| ------------------- | --- | ----------- |
|                     | Gibraleon Huelva Ouest - Huelva-Paseo Maritimo Punta Umbria A-497 Séville - Ayamonte - Portugal A-49    | N-441       |
| 01                  | Gapita - Huelva-Avenida de Santa Marta                                                                  |             |
| 02                  | Huelva-Avenida de Santa Marta - Hopital Juan Ramon Jimenez                                              |             |
| 03                  | Huelva Centre - Huelva-Avenida de Andalucia Université de Huelva                                        |             |
| 04                  | Séville                                                                                                 | H-31        |
| 05                  | Carrefour Huelva                                                                                        |             |
| 06                  | Huelva Est - Huelva-Avenida de las Fuerzas Armadas Université de Huelva - San Joan del Puerto           | A-5000      |
| 07                  | Huelva-Avenida Principe de las Letras Zones Industrielles La Lunita - Polirrosa - Esperanza             |             |
| 08                  | Huelva Sud - Huelva-Avenida del Nuevo Colombino Port de Huelva - Zone Industrielle Punta del Sebo       |             |
|                     | Huelva Ouest - Huelva-Avenida de Francisco Montenegro Port de Huelva - Zone Industrielle Punta del Sebo |             |